# Dominique aux Jeux olympiques
La Dominique participe aux Jeux olympiques depuis 1996 et a envoyé des athlètes à chaque jeux depuis cette date.

Elle participe aux Jeux d'hiver pour la 1re fois en 2014. 
Le Comité national olympique dominiquais a été créé en 1993 et a été reconnu par le Comité international olympique (CIO) en 1998, 20 ans après l'indépendance de 1978.
La Dominique remporte la première médaille de son histoire, tous Jeux confondus, en 2024 avec l'or de Thea LaFond en triple saut.

## Tableau des Médailles

### Médailles par Jeux d’été
| Jeux                | Athlètes | Or | Argent | Bronze | Total | Rang |
| 1996 Atlanta        | 6        | 0  | 0      | 0      | 0     | –    |
| 2000 Sydney         | 4        | 0  | 0      | 0      | 0     | –    |
| 2004 Athènes        | 2        | 0  | 0      | 0      | 0     | –    |
| 2008 Pékin          | 2        | 0  | 0      | 0      | 0     | –    |
| 2012 Londres        | 2        | 0  | 0      | 0      | 0     | –    |
| 2016 Rio de Janeiro | 2        | 0  | 0      | 0      | 0     | –    |
| 2020 Tokyo          | 2        | 0  | 0      | 0      | 0     | –    |
| 2024 Paris          | 4        | 1  | 0      | 0      | 1     | 35   |
| Total               | Total    | 1  | 0      | 0      | 1     | –    |

### Médailles
| Médaille | Nom         | Jeux       | Sport       | Compétition |
| -------- | ----------- | ---------- | ----------- | ----------- |
| Or       | Thea LaFond | Paris 2024 | Triple-Saut | Féminin     |

## Jeux olympiques d'hiver
La Dominique a envoyé pour la première fois une délégation aux Jeux olympiques d'hiver de 2014 à Sotchi. Ce petit État insulaire des Caraïbes y est alors représenté par le couple de fondeurs Gary et Angelica di Silvestri, respectivement de nationalités américaine et italienne, et âgés de 47 et de 48 ans. Leur participation est controversée, car les médias révèlent qu'ils ont acheté leur citoyenneté dominiquaise pour pouvoir prendre part aux Jeux, n'ayant aucun lien avec ce pays. Ils ont par ailleurs menti quant à leur passé de sportifs, mais sont parvenus de justesse à atteindre les minima et se qualifier pour les Jeux.
S'étant fracturé le nez durant l'entraînement, Angelica di Silvestri est forfait pour son unique épreuve à Sotchi, le 10 km dames. Gary di Silvestri prend part au 15 km messieurs, mais abandonne très rapidement, « après quelques centaines de mètres », affirmant par la suite être malade,. 
Gary di Silvestri s'est à nouveau qualifié pour les Jeux en 2018 à Pyeongchang, bien qu'étant âgé de 51 ans. Cependant, la nation n'envoie finalement pas de délégation à Pyeongchang.